# Kay Adamsová
Kay Adamsová je fiktivní postava z románu Kmotr od Maria Puza.

## Charakteristika
Kay Adams(ová) je na začátku snoubenkou Michaela Corleona. Poté, co je Michaelem zavražděn Sollozo a kapitán McCloskey a Michaelově útěku na Sicílii, volá každý den Michaelově matce, která ji vyzývá, aby na Michaela zapomněla a vdala se. Přesto se po návratu Michaela za něj vdá. (Sňatek s Apollonií na Sicílii však zapře). S Michaelem mají dvě děti. Po zavraždění Carla Rizziho od Michaela s dětmi utíká. Po rozhovoru s Tomem Hagenem
se však vrací, spolu s Michaelovou matkou přechází z protestantské na katolickou víru. V závěru knihy se modlí pro odpuštění pro Michaela, což činila každý den od zavraždění Carla.